# Aleks Petkov
Aleks Milenov Petkov (in bulgaro Алекс Миленов Петков?; Sofia, 25 luglio 1999) è un calciatore bulgaro, difensore dello Śląsk Breslavia.

## Carriera

### Club
Inizia la sua carriera nelle giovanili del Černo More Varna, nel giugno del 2016, all'età di 16 anni, viene acquistato dagli Hearts, con i quali firma un contratto triennale.
Il 22 luglio 2017 ha esordito in prima squadra, sostituendo John Souttar nella vittoria per 3-0 contro l'East Fife al Tynecastle Park, in League Cup. Il 19 gennaio 2018 viene girato in prestito al Berwick Rangers, in Scottish League Two, per il resto della stagione. Esordisce in campionato undici giorni più tardi, nella sconfitta in casa per 2-3 contro il Peterhead, giocando l'intera partita.
Nella stagione 2019-2020 gioca dapprima in prestito al Clyde e poi al Brechin City.
L'8 settembre 2020 ha fatto ritorno in Bulgaria, firmando un contratto annuale con il Levski Sofia.

### Nazionale
Il 22 marzo 2019 ha esordito con la nazionale bulgara Under-21 nell'amichevole contro l'Irlanda del Nord.

## Statistiche

### Presenze e reti nei club
Statistiche aggiornate al 4 ottobre 2021.
| Stagione             | Squadra              | Campionato           | Campionato | Campionato | Coppe nazionali | Coppe nazionali | Coppe nazionali | Coppe continentali | Coppe continentali | Coppe continentali | Altre coppe | Altre coppe | Altre coppe | Totale | Totale |
| Stagione             | Squadra              | Comp                 | Pres       | Reti       | Comp            | Pres            | Reti            | Comp               | Pres               | Reti               | Comp        | Pres        | Reti        | Pres   | Reti   |
| -------------------- | -------------------- | -------------------- | ---------- | ---------- | --------------- | --------------- | --------------- | ------------------ | ------------------ | ------------------ | ----------- | ----------- | ----------- | ------ | ------ |
| 2017-gen. 2018       | Hearts               | SP                   | 0          | 0          | CdL             | 1               | 0               |                    | -                  | -                  |             | -           | -           | 1      | 0      |
| gen.-apr. 2018       | Berwick Rangers      | SL2                  | 6          | 0          |                 | -               | -               |                    | -                  | -                  |             | -           | -           | 6      | 0      |
| 2018-2019            | Hearts               | SP                   | 0          | 0          |                 | -               | -               |                    | -                  | -                  |             | -           | -           | 0      | 0      |
| 2019-gen. 2020       | Clyde                | SL1                  | 14         | 1          | CS              | 1               | 0               |                    | -                  | -                  |             | -           | -           | 15     | 1      |
| feb.-apr. 2020       | Brechin City         | SL2                  | 4          | 0          |                 | -               | -               |                    | -                  | -                  |             | -           | -           | 4      | 0      |
| 2020-mar. 2021       | Levski Sofia         | 1L                   | 12         | 0          | CB              | 1               | 0               |                    | -                  | -                  |             | -           | -           | 13     | 0      |
| mar.-mag. 2021       | Arda Kărdžali        | 1L                   | 11         | 0          | CB              | 4               | 1               |                    | -                  | -                  |             | -           | -           | 15     | 1      |
| 2021-2022            | Arda Kărdžali        | 1L                   | 4          | 0          | CB              | 0               | 0               | UECL               | 0                  | 0                  |             | -           | -           | 4      | 0      |
| Totale Arda Kărdžali | Totale Arda Kărdžali | Totale Arda Kărdžali | 15         | 0          |                 | 4               | 1               |                    | 0                  | 0                  |             | -           | -           | 19     | 1      |
| Totale carriera      | Totale carriera      | Totale carriera      | 51         | 1          |                 | 7               | 1               |                    | 0                  | 0                  |             | -           | -           | 58     | 2      |